# انقلاب سان سيلفستر
كان انقلاب سان سيلفستر (بالفرنسية: Coup d'État de la Saint-Sylvestre)‏ انقلابا نظمه جان بيدل بوكاسا، زعيم جيش جمهورية إفريقيا الوسطى وضباطه العسكريين ضد حكومة الرئيس ديفيد داكو في 31 ديسمبر 1965 و1 يناير 1966. تولى داكو، ابن عم بوكاسا، حُكم البلاد في عام 1960، وانضم بوكاسا، وهو ضابط عسكري في الجيش الفرنسي، إلى جيش جمهورية إفريقيا الوسطى في عام 1962. وبحلول عام 1965، كانت البلاد في حالة اضطراب، حيث كثُر الفساد وتضرّر الاقتصاد، في حين تم اختراق حدودها من قبل المتمردين من الدول المجاورة. حصل داكو على مساعدة مالية من جمهورية الصين الشعبية، ولكن على الرغم من هذا الدعم، استمرت مشاكل البلاد. وضع بوكاسا خططًا للاستيلاء على الحكم؛ كان داكو على علم بهذا، وحاول الرد من خلال تشكيل قوات الدرك برئاسة جان إيزامو، الذي سرعان ما أصبح أقرب مستشار لداكو.
بمساعدة النقيب ألكسندر بانزا، بدأ بوكاسا الانقلاب ليلة رأس السنة الجديدة 1965. أولاً، قبض بوكاسا ورجاله على جان إيزامو، وحبسوه في قبو في كامب دي رو. ثم احتل رجال بوكاسا العاصمة بانغي وتغلبوا على قوات الدرك والمقاومة الأخرى. بعد منتصف الليل، عاد داكو إلى العاصمة، حيث قُبض عليه على الفور، وأُجبر على الاستقالة من منصبه، ثم سجن في معسكر كاساي. وبحسب التقارير الرسمية، قُتل ثمانية أشخاص لمقاومتهم الانقلاب. بحلول نهاية يناير 1966، تعرض إيزامو للتعذيب حتى الموت، ولكن تم إنقاذ حياة داكو بسبب طلب من الحكومة الفرنسية، والذي كان بوكاسا يحاول إرضائها. برّر بوكاسا الانقلاب بالزعم أنه كان عليه إنقاذ البلاد من الوقوع تحت تأثير الشيوعية، وقطع العلاقات الدبلوماسية مع الصين. في الأيام الأولى لحكومته، حلّ بوكاسا الجمعية الوطنية وألغى الدستور وأصدر عددًا من المراسيم التي تحظر التسول وختان الإناث وتعدد الزوجات. كافح بوكاسا في البداية للحصول على اعتراف دولي بالحكومة الجديدة. بعد اجتماع ناجح مع رئيس تشاد، حصل بوكاسا على اعتراف دولي من بلدان أفريقية أخرى، وفي النهاية من فرنسا، القوة الاستعمارية السابقة.
حاول بانزا، اليد اليُمنى لبوكاسا، الانقلاب عليه في أبريل 1969، لكن أحد المتآمرين معه أبلغ الرئيس بالخطة. وضع بانزا أمام محكمة عسكرية وحكم عليه بالإعدام رميا بالرصاص. أرسل داكو، الذي ظل في عزلة في كامب دي رو، رسالة إلى السفير الصيني في برازافيل في يونيو 1969، اعترضها بوكاسا. اتهم بوكاسا داكو بتهديد أمن الدولة ونقله إلى سجن نجاراغبا سيئ السمعة. أقنع قاض محلي بوكاسا بأن هناك نقصًا في الأدلة لإدانة داكو، الذي وضع بدلاً من ذلك قيد الإقامة الجبرية. في سبتمبر 1976، تم تعيين داكو مستشارًا شخصيًا للرئيس. قامت الحكومة الفرنسية بإقناع داكو للقيام بانقلاب يُطيح ببوكاسا، الذي تعرض لانتقادات شديدة بسبب حكمه الديكتاتوري القاسي. تم تنفيذ هذا الانقلاب في 20 و21 سبتمبر 1979، عندها أصبح داكو رئيسًا مرة أخرى، ليتم الإطاحة به هو أيضا في انقلاب آخر بعد ذلك بعامين.